# Pérola Negra (escola de samba)
O Grêmio Recreativo Social Cultural Escola de Samba Pérola Negra é uma escola de samba do bairro da Vila Madalena, zona oeste da capital paulista. É considerada uma das escolas mais simpáticas de São Paulo.
Seu hino foi composto pelo poeta Pasquale Nigro, compositor e um dos idealizadores da escola, morador da comunidade da Vila Madalena.
A Escola de Samba Pérola Negra esteve pela primeira vez no Grupo Especial em 1976, quando ficou ininterruptamente até 1981. Competiu na elite do carnaval paulistano também em 1983, 1990, 1996 e 2001. Em 2007, o Pérola voltou ao Grupo Especial, onde ficou até 2012. As últimas passagens pelo Especial foram em 2014, 2016 e 2020. Manteve-se no Grupo de Acesso 1 até 2024. No ano seguinte, sagrou-se campeã do Grupo de Acesso 2 (divisão que não participava desde 1988), com o enredo Exu Mulher.
Até a década de 2000, sua denominação era GRES Pérola Negra, sendo então alterada para a atual.

## História
Foi fundada em 7 de agosto de 1973, a partir da fusão do GRES Acadêmicos de Vila Madalena e o Bloco Boca das Bruxas. O nome surgiu da visão de seus fundadores por ser a Pérola Negra uma joia rara, usando a alusão de "A Joia Rara do Samba". Outra versão é que seu nome é sugestão de seu fundador, que observava uma garrafa da cerveja Pérola Negra.
Sua estreia no Carnaval Paulistano ocorreu no ano de 1974, levando para a avenida São João o tema enredo "Piolim, alegria circo história", resultado: Pérola Negra campeã do Grupo III.
Com esse resultado surpreendente, pessoas ainda indecisas resolveram aderir ao projeto e no Carnaval de
1975, quando contagiaram a avenida com o enredo "A São Paulo de Adoniran", o resultado não poderia ser outro senão: Pérola Negra, campeã do Grupo II.
Em 1976 a Pérola Negra estreou no Grupo Especial Paulistano com o enredo "Portinari, pintor do povo", conquistando sua melhor posição de sua história 5° lugar, a caçulinha do especial surpreendeu este ano ficando até na frente da tradicional Nenê de Vila Matilde;
No ano de 1979 conquistou novamente sua melhor posição em sua história no Grupo Especial:5°lugar com o enredo Carnaval, intrigas e opiniões ficando na frente da grande Rosas de Ouro;
Em 1981 foi rebaixada e voltou em 1983 sendo novamente rebaixada;
Depois de 6 carnavais no acesso em 1990 a Pérola voltou para a elite do Carnaval Paulistano com o enredo “ Shangri-lá tupiniquin, sonho, fartura e milagres”, apresentando um samba que possuía o refrão considerado pela crítica como muito belo: "Sou tupiniquim, e a minha terra é Shangrilá / habitat verdadeiro, especial não tem maldade / e a liberdade é natural". Nesse ano, a Pérola Negra não conseguiu colocar nenhum carro na avenida, o que lhe causou a perda de 35 pontos. Se os carros da Pérola tivessem entrado no sambódromo, ao invés dela, a Nenê teria sido a rebaixada.
Em 1996,o Pérola esteve no Grupo Especial, mas foi rebaixada.
No ano 2000 com a comemoração dos 500 anos do Descobrimento do Brasil a Pérola Negra é Campeã do Grupo de Acesso com o enredo “Canta Brasil, a tropicália do ano 2000 “. A comunidade da Vila Madalena neste ano teve como intérprete oficial o ilustre Royce do Cavaco.
Em 2001 a Pérola volta ao Grupo Especial com o enredo A vida pela paz. Solidariedade onde exaltou a Paz e grandes personalidades como Chico Xavier, Gandhi, Martin Luther King, Didi, entre outros, tendo como Musa da Bateria a atriz Marisa Orth. A escola abriu o desfile do novo milênio, porém devido as fortes chuvas na cidade de São Paulo, teve problemas nas alegorias o que causou atraso no desfile, sendo rebaixada.
No carnaval de 2006, a escola foi vice-campeã do Grupo de Acesso, com o enredo Deus salve as rainhas,  onde exaltou as mulheres. Na premiação “Melhor do Acesso” a escola ganhou os seguintes troféus: Melhor Alegoria, Melhor Carnavalesco, Melhor Fantasia e melhor Casal de Mestre Sala e Porta Bandeira. O vice campeonato deu o direito da agremiação retornar ao Grupo Especial.
Em 2007 a Pérola Negra retorna a desfilar na elite do carnaval Paulistano. A escola apresentou o enredo "Venda como arte, comércio como sua principal representação". Com um samba, mais acelerado do que o habitual ("Canta Pérola Negra/ Me leva a sonhar/ Na arte de amar, sou especial/ Brilhando neste carnaval"), exaltou os comerciantes ao longo da história da humanidade.
O abre-alas "A Grande Riqueza do Samba" trouxe papel de embrulho de bombons para recobrir as esculturas gigantes. O dourado e o vermelho da alegoria destacaram ainda mais as fantasias azuis e brancas de que estava sobre o carro, criando um belo contraste.
Em 2008 com o enredo "A Onça vai beber água, Jaguariúna: qualidade e vida e desenvolvimento nos trilhos do tempo", a agremiação exaltou os encantos de Jaguariúna. O Abre Alas representou a história  da cidade  desde o período colonial até o surgimento das primeiras lavouras de café,o carro apresentou uma onça com cerca de dez metros de altura significando a origem do nome da cidade. No segundo carro foi apresentado o progresso da cidade a partir da chegada da ferrovia e da ascensão do café. A escola apresentou também aspectos da religiosidade, e contou com a alegoria da igreja Santa Maria. O potencial turístico, com destaque para a festa de peão de boiadeiro, apareceu no quarto carro. Nele, a escola mostrou um rodeio com direito a boi, peão e público, em arquibancada montada na alegoria. O desfile terminou com elementos que representam a evolução científica e tecnológica da cidade, e também a preocupação com o desenvolvimento sustentável. Com um desfile alegre e emocionante a Pérola conquistou um singelo  10º Lugar;
No desfile de 2009, a escola realiza um de seus melhores carnavais, teve como tema Guiado por Surya pelos caminhos da Índia em busca da Pérola sagrada, idealizado pelo carnavalesco André Machado. A comissão de frente levou à avenida uma escultura do deus indiano Ganesh, para abrir os caminhos da escola de samba no Anhembi. Logo atrás veio uma ala composta por 42 pessoas,que realizaram danças típicas indianas. O abre-alas da Pérola Negra representou a carruagem de Surya - o deus Sol da cultura indiana. A alegoria, predominantemente dourada, contou com esculturas de cavalo para representar animais que puxaria a carruagem. O carro teve seis metros de altura. Outro deus indiano foi lembrado no segundo carro da Pérola Negra. Nesta alegoria, a deusa Durga foi representada por uma escultura que se encontrava sobre um belíssimo tigre. A ala das baianas foi destaque representou a mãe de Ganesh. A religião budista foi apresentada pela Pérola na terceira alegoria. Para encerrar o desfile, a Pérola Negra levou à avenida um carro alegórico que representou o Taj Mahal, monumento que simboliza o amor.
Por ironia, o desfile ganhou novos ares graças à telenovela Caminho das Índias. Na transmissão da Globo a Leci Brandão afirmou que a Pérola que estava desfilando era outra Pérola, devido a sua renovação em todos os aspectos. A arquibancada vibrou muito com a escola. A agremiação passou bem[carece de fontes?], sendo inclusive cotada para figurar no desfile das campeãs[carece de fontes?], mas no final terminou na 9º colocação.

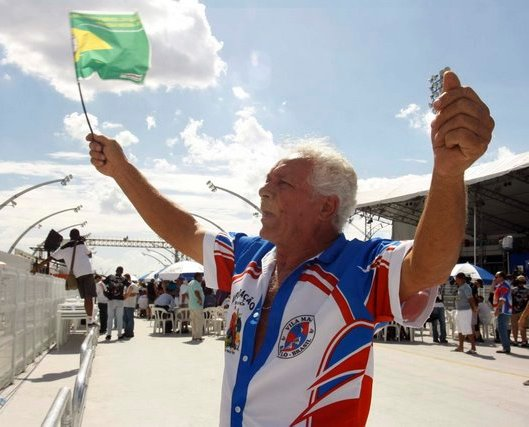
Componente na apuração em 2010.

Em  2010 a escola desfilou com o enredo "Vamos tirar o Brasil da gaveta" levando ao sambódromo uma comissão de frente com 14 integrantes fantasiados de canários da terra, um pássaro que voa, mas sempre retorna para seu ninho.
O carro abre-alas, de mesmo nome do enredo, convocou os amantes da cultura popular brasileira a fazer um resgate. A alegoria revelou esculturas do branco, do negro e do índio, a miscigenação das raças. No mesmo setor, duas alas coreografadas representando pássaros; a ginasta Daiane dos Santos foi destaque de uma delas. O último carro, "Senhor Brasil", mostrou uma escultura de oito metros de altura tocando viola, com familiares de Rolando Boldrin e artistas que fizeram parte da sua história (como Goulart de Andrade, Laura de Andrade e Laura Cardoso) além do próprio compositor como destaque.
A Pérola fez o sambódromo encher de emoção em pleno amanhecer. Foi tida como uma das favoritas, mas acabou perdendo preciosos pontos nos quesitos de bateria e evolução, terminando assim em 10º lugar.
No ano de 2011 a Pérola veio com o enredo "Abraão, o patriarca da fé"  e contou a história do personagem do Velho Testamento e Patriarca das tradições judaica, cristã e islâmica. A agremiação fez um desfile de superação, pois durante o preparatório para o carnaval o barracão da escola sofreu com as enchentes.
Para a sua 16º participação no Grupo Especial do Carnaval Paulistano, a Pérola homenageou a cidade de Itanhaém. Em 2012 a cidade litorânea paulista completará 480 anos de fundação e a comemoração acontecerá também na passarela do samba de São Paulo. No concurso de samba enredo, houve empate entre os sambas de Tigrão, Serginho, Guga Mercadante, Marcelo Soares e Tião com de Mydras, Carlinhos, Bola, Regianno e Michel, o que resultou na fusão. Foi um desfile com boas alegorias[carece de fontes?] mas não agradou os jurados e acabou em 13° lugar sendo rebaixada para o acesso.
Em 2013 desfilou com o Enredo "O Espetáculo vai começar, a Pérola apresenta: O Auto da Compadecida" que falava sobre a obra de Ariano Suassuna, conseguindo a primeira colocação com 269,6 pontos e voltando ao Grupo Especial em 2014.
Em 2014 a Pérola Negra abriu a segunda noite de desfiles das escolas de samba do Grupo Especial de São Paulo. O tema eleito foi universal: a felicidade. A escola da Vila Madalena, na Zona Oeste da Capital, batizou seu enredo de "Caminhos segui, lugar encontrei... Pérola Negra, a suprema felicidade!", para marcar sua volta ao Grupo Especial, depois da conquista do título do Grupo de Acesso, em 2013. Mesmo realizando um bom desfile a agremiação terminou em 13º Lugar sendo rebaixada novamente. De volta ao Grupo de Acesso em 2015, a escola levou para o Anhembi o Enredo: Pérolas. Numa disputa acirrada a agremiação conquistou o vice campeonato com 268,9 pontos, possibilitando assim realizar sua 18º participação no Grupo Especial.
A Pérola Negra abriu os desfiles do Grupo Especial do carnaval de São Paulo de 2016 com uma homenagem à Vila Madalena, bairro boêmio da capital onde está localizada a raiz da Joia Rara. A escola entrou no sambódromo pouco depois das 23h30min, com alguns minutos de atraso, após a explosão de um transformador ter deixado parte do Anhembi sem luz. Em seu retorno à elite do carnaval paulistano, a Pérola apresentou um desfile caprichado, com diversas alas coreografadas, e encerrou o desfile dentro do tempo, sem problemas. O ponto alto foi o samba-enredo com vários refrões populares, que ajudou a empolgar os 3 mil componentes. A boemia da Vila Madalena veio representada no quarto carro, na forma de uma grande casa de samba, com Carlinhos de Jesus como destaque. A agremiação terminou no 13º lugar obtendo 264,0 pontos, sendo novamente rebaixada. A escola até tentou reverter esse rebaixamento alegando ter desfilado em condições desiguais com as demais escolas, devido aos problemas com a iluminação no dia do desfile, no entanto, o pedido foi rejeitado pela LIGA-SP e a Pérola desfilou pelo grupo de acesso em 2017 e ficou em 6°lugar, permanecendo no Grupo de Acesso para o Carnaval de 2018..[carece de fontes?]
Em 2017 desfilo no Acesso com o enredo "Pérola Negra levanta as mangas e põe a mão na massa" o tema contou diversas maneiras de falar sobre a massa, desde a criação do mundo até a comida, com um bom desfile ficou em 6º lugar. Já em 2018 com o enredo sobre Campina Grande contou a história do maior São João do Brasil, fez um desfile alegre e irreverente porém ficou com apenas o 5º lugar.
Para o carnaval de 2019 anunciou um enredo afro sendo o primeiro de sua história, o tema ira contar a história de força e resistência da mulher negra. Com o enredo "Da majestosa África, tu és negra mulher guerreira a verdadeira Pérola Negra",  a escola venceu o carnaval, no acesso paulistano e volta ao Grupo Especial depois de 3 anos tentando a promoção, para sua 19° participação no principal grupo de Escolas de Samba, de São Paulo. De volta à elite em 2020, apresentou o enredo "Bartali Tcherain – A estrela cigana brilha na Pérola Negra!", que homenageou os povos ciganos. Na preparação para o desfile, uma enchente atingiu o barracão da escola, danificando cerca de 40% das fantasias. Na apuração, terminou com o 14° lugar, sendo novamente rebaixada para o Grupo de Acesso 1.

## Segmentos

### Presidentes
| Nome                     | Mandato           | Ref.        |
| ------------------------ | ----------------- | ----------- |
| Carlos Alberto de Moraes | 1973 - 1997       |             |
| Adão Bahia Gonçalves     | 1997 - 1999       |             |
| Edson Barbosa            | 1999 - 2005       |             |
| Edilson Casal "Nego"     | 2005 - 2014       | [ 5 ]       |
| Geraldo Bezerra "Dinho"  | 2014 - 2017       |             |
| Sheila Mônaco            | 2017 - atualidade | [ 6 ] [ 7 ] |

### Intérpretes
| Carnavais     | Intérprete oficial         | Referências |
| ------------- | -------------------------- | ----------- |
| 1977          | Borba                      |             |
| 1978          | Silvio Modesto             |             |
| 1979          | Ricardo Reis               |             |
| 1980          | Silvio Modesto             |             |
| 1981          | Murilão                    |             |
| 1986-1988     | Douglinhas                 |             |
| 1991-1993     | Agnaldo Amaral             |             |
| 1996          | Maurício 100               |             |
| 2000          | Royce do Cavaco            |             |
| 2001-2002     | André Pantera              |             |
| 2003-2004     | Nilson Valentim e Adailton |             |
| 2005          | Douglinhas                 |             |
| 2006          | André Nobre                |             |
| 2007-2013     | Douglinhas                 |             |
| 2014          | Celsinho Mody              |             |
| 2015          | Igor Vianna                |             |
| 2016-2017     | Juninho Branco             |             |
| 2018-2023     | Daniel Collête             |             |
| 2024-presente | Bruno Ribas                |             |
| 2025-atual    | Bruno Ribas e Lucas Donato |             |

### Diretores
| Ano        | Diretor de Carnaval                        | Diretor de harmonia       | Mestre de bateria     | Ref.          |
| ---------- | ------------------------------------------ | ------------------------- | --------------------- | ------------- |
| 1997-2010  |                                            |                           | Marquinhos (Pateta)   |               |
| 2011-2012  | Carlos Eduardo Rocha                       |                           | Anderson Luiz (Bola)  |               |
| 2013       | Jairo Roizen                               | Ednaldo                   | Anderson Luiz (Bola)  |               |
| 2014       | Jairo Roizen, Fábio Flisch e Sheila Monaco | Carlinhos Barbosa         | Anderson Luiz (Bola)  | [ 8 ] [ 9 ]   |
| 2015       |                                            | Marquinhos (Pateta)       | Henrique Sampaio (Nê) | [ 10 ] [ 11 ] |
| 2016       |                                            | Valmir Teles              | Henrique Sampaio (Nê) | [ 11 ]        |
| 2017       |                                            | Marcos Bargas (Pil)       | Mestre Adamastor      | [ 12 ] [ 13 ] |
| 2018-2023  | João Ricardo Alexandre e Giovana Mônaco    | Fábio e Rafael Valério    | Fernando Neninho      | [ 7 ] [ 14 ]  |
| 2024       | João Ricardo Alexandre                     | Gabriel Ferreira (Gabiru) | Fernando Neninho      |               |
| 2025-atual | João Ricardo Alexandre                     | Gabriel Ferreira (Gabiru) | Mestre Sombrinha      |               |

### Coreógrafos
| Período    | Nome             | Ref.         |
| ---------- | ---------------- | ------------ |
| 2009-2016  | Oyama Queiroz    | [ 8 ] [ 15 ] |
| 2017       | Carlos Teixeira  | [ 16 ]       |
| 2018-2023  | Robério Theodoro | [ 7 ]        |
| 2024-atual | Alê Batista      |              |

### Casal de Mestre-sala e Porta-bandeira
| Ano        | Nome                          | Ref.         |
| ---------- | ----------------------------- | ------------ |
| 2005-2013  | André Guedes e Gisa Camilo    |              |
| 2014-2017  | Everson Sena e Gisa Camillo   | [ 8 ] [ 17 ] |
| 2018-2019  | Leno Tomaz e Eliana Sales     | [ 7 ] [ 14 ] |
| 2020       | Arthur Santos e Eliana Sales  |              |
| 2022       | Gabriel Vullen e Joice Prado  |              |
| 2023       | Kadu Andrade e Camila Moreira |              |
| 2024       | Kadu Andrade e Bia Dias       |              |
| 2025-atual | Kadu Andrade e Camila Moreira |              |

### Corte de Bateria
| Período    | Rainha            | Princesa    | Madrinha          | Ref.                 |
| ---------- | ----------------- | ----------- | ----------------- | -------------------- |
| 2007-2008  | Camila Barbosa    |             | Adriana Alves     | [ 18 ] [ 19 ] [ 20 ] |
| 2009       | Camila Barbosa    |             | Juliana Alves     | [ 21 ]               |
| 2010       | Thaís Pimentel    |             | Paulinha Abelha   | [ 22 ]               |
| 2011       | Thaís Pimentel    |             | Nanda Lisboa      | [ 23 ]               |
| 2012       | Thaís Pimentel    |             | Jaque Khury       | [ 24 ] [ 25 ]        |
| 2013       | Keile Vitoriano   |             |                   | [ 26 ] [ 27 ]        |
| 2014       | Kátia Salles      |             | Lorena Bueri      | [ 28 ] [ 29 ] [ 30 ] |
| 2015       | Kátia Salles      |             |                   |                      |
| 2016       | Carmen Mouro      |             | Kátia Salles      | [ 31 ]               |
| 2017       | Ana Paula Ferrari |             | Ana Paula Marques | [ 32 ]               |
| 2018       | Angélica Ramos    |             |                   | [ 33 ]               |
| 2019-2022  | Samara Carneiro   | Joyce Rocha |                   |                      |
| 2023-Atual | Ana Itikawa       | Joyce Rocha | Vanessa Aggio     |                      |

## Carnavais
| 1976 | 5º lugar | Especial | Portinari, pintor do povo | Zé do Cavaco e Nelsão                                                                                                  |                                    |
| 1977 | 6º lugar | Especial | Zequinha de Abreu - Fantasia de uma época | Benauro |                                    |
| 1978 | 6º lugar | Especial | São Paulo Dia-a-Dia | Laerte e Benauro |                                    |
| 1979 | 5º lugar | Especial | Carnaval, intrigas e opiniões | Laerte e Benauro |                                    |
| 1980 | 6º lugar | Especial | Século da Paz | Manoel Ferreira de Castro Neto                                                                                         |                                    |
| 1981 | 9º lugar | Especial | Quem não pode, pode no 1º de Abril ou A visita do reino de mentira ao país da verdade | Carlos Alberto de Moraes                                                                                               |                                    |
| 1982 | Vice-campeã | Acesso | No reino de mãos de cabelo e da negra pisadeira | Carlos Alberto de Moraes                                                                                               |                                    |
| 1983 | 10º lugar | Especial | Português, papagaio e cia | Buzzoni |                                    |
| 1984 | 5º lugar | Acesso | 10 Anos de Samba | Manoel Ferreira de Castro Neto                                                                                         |                                    |
| 1985 | 6º lugar | Acesso | Terra de Todos, Terra de Ninguém | Mateus |                                    |
| 1986 | 8º lugar | Acesso | Falando de Amor, Perfume e Beleza | Buzzoni |                                    |
| 1987 | 10º lugar | Acesso | Embu, suas artes, suas lendas | Raquel Trindade |                                    |
| 1988 | Campeã | 1-UESP | História do Carnaval Através das Marchas | Carlos Alberto de Moraes                                                                                               |                                    |
| 1989 | Campeã | Acesso | Alô, Alô Ilusão, no País das Maravilhas a Sorte é Sua | Carlinhos Barbosa e Cacá                                                                                               |                                    |
| 1990 | 9º lugar | Especial | Shangri-lá Tupiniquim, Sonho, Fartura e Milagres | Wany Araújo |                                    |
| 1991 | 4º lugar | Acesso | Magias e Travessuras do Número Sete | Carlinhos Barbosa e Cacá                                                                                               |                                    |
| 1992 | 4º lugar | Acesso | Mesmo na folia o plantão vai funcionar | Cícero Carlos da Silva                                                                                                 |                                    |
| 1993 | 3º lugar | Acesso | Os feios que me desculpem, mas beleza é fundamental | Raul Diniz |                                    |
| 1994 | 4º lugar | Acesso | Quem viveu sabe, quem não viu, vai sonhar | Carlos Alberto de Moraes e Carlinhos Barbosa                                                                           |                                    |
| 1995 | Vice-campeã | Acesso | Origem e Evolução do Roda | Nabi Matos |                                    |
| 1996 | 10º lugar | Especial | Navegar é Preciso | Nabi Matos |                                    |
| 1997 | 3º lugar | Acesso | Fim de Semana, Alegria é Geral | Nabi Matos |                                    |
| 1998 | 3º lugar | Acesso | Inezita Barroso, uma trajetória de sucesso | Adão Bahia Gonçalves                                                                                                   |                                    |
| 1999 | 4º lugar | Acesso | Lua, luar.... conduza o meu caminhar | Adão Bahia Gonçalves                                                                                                   |                                    |
| 2000 | Campeã | Acesso | Canta Brasil, a Tropicália do ano 2000 | Gelson Coelho |                                    |
| 2001 | 13º lugar | Especial | A Vida Pela Paz. Solidariedade Compositor: Marcello Dubau. | Gelson Coelho |                                    |
| 2002 | 3º lugar | Acesso | Monteiro Lobato, Da Fazenda Buquira Para o Mundo, "Um Homem Além do Seu Tempo" | Gelson Coelho |                                    |
| 2003 | 6º lugar | Acesso | A Magia dos Arcanos do Tarô | Gelson Coelho |                                    |
| 2004 | 4º lugar | Acesso | Oh! Mada... Oh! Madalena. Das suas tribos, Pérola Negra faz seu canto Compositores: Ladislau (tico), Marcelo Dubau e Maurinho. | Gelson Coelho |                                    |
| 2005 | 3º lugar | Acesso | Diamantina, Berço da Mineração Compositores: Douglinhas, Michel, Serginho Do Porto, Darlan, João Do Mangue, Ronaldo e Quinzinho. | Pedro Luiz Pinoti |                                    |
| 2006 | Vice-campeã | Acesso | Deus salve as rainhas! Compositores: Bola, Mydras, Oberdan, Bará, Magrão e J. Do Mangue. | Pedro Luiz Pinoti |                                    |
| 2007 | 11º lugar | Especial | Venda como arte, comércio como sua principal representação Compositores:Carlinhos Barbosa, Mydras, Bola. | Jorge Freitas |                                    |
| 2008 | 10º lugar | Especial | A onça vai beber água. Jaguariúna, desenvolvimento e qualidade de vida nos trilhos do tempo Compositores:Rogério Morgado, Renne das Lentes, Reinaldo Pajé , Marcelo Papo Doce e Marco Aurélio.                                                                                             | Delmo de Moraes |                                    |
| 2009 | 9º lugar | Especial | Guiado por Surya pelos caminhos da Índia em busca da Pérola sagrada Compositores:Mydras, Carlinhos, Bola, Ladislau e Michel. | André Machado |                                    |
| 2010 | 10º lugar | Especial | Vamos tirar o Brasil da gaveta Compositores:Carlinhos, Mydras, Bola, Michel e Regianno. | André Machado |                                    |
| 2011 | 11° lugar | Especial | Abraão, o patriarca da fé Compositores:Carlinhos, Mydras, Bola, Michel e Regianno. | André Machado |                                    |
| 2012 | 13º lugar | Especial | A pedra que canta também samba - Itanhaém, hoje a Pérola é você! Compositores: Tigrão, Serginho, Guga Mercadante, Marcelo Soares, Tião, Mydras, Carlinhos, Bola, Regianno e Michel. | André Machado | [ 4 ]                              |
| 2013 | Campeã | Acesso | O espetáculo vai começar, Pérola Negra apresenta: O Auto da Compadecida Compositores: Mydras, Carlinhos, Bola, Michel e Regianno. | André Machado |                                    |
| 2014 | 13º lugar | Especial | Caminhos segui, lugar encontrei... Pérola Negra - a suprema Felicidade! Compositores: Japonês, Rogerinho, Luciano, Guilherme Cruz, Fernando e André Ricardo. | André Machado | [ 8 ]                              |
| 2015 | Vice-campeã | Acesso | Pérolas Compositores:Victor Sampaio, Thiago Toni, Alexandre Gordão, Sales, Marcelo Ribeiro, Vandir, Thiago Meiners e Victor Alves | Fábio Borges | [ 34 ] [ 35 ] [ 17 ] [ 36 ] [ 37 ] |
| 2016 | 13º lugar | Especial | Do Canindé ao samba no pé. A Vila Madalena nos passos do balé Compositores: Jairo Roizen, Celsinho Mody, Guga Mercadante, Nando do Cavaco, Marcelo Zola, Sidney Arruda, Filosofia Diley e Xandinho Nocera.                                                                                 | Fábio Borges | [ 31 ]                             |
| 2017 | 6º lugar | Acesso | Pérola Negra levanta as mangas e põe a mão na massa Compositores: Tigrão, Juninho Branco, Rodrigo Atração, Marcelo Soares e Thiago SP. | Anselmo Brito |                                    |
| 2018 | 5º lugar | Acesso 1 | Numa viagem arretada por terras nordestinas, a Joia Rara do Samba embarca no trem do forró rumo ao maior São João do Mundo: Campina Grande Compositores: Edilson Casal, Rodrigo Minuetto, Rodolfo Minuetto, Victor Sampaio, Felipe Dingo, Portuga, Gui Cruz, Luciano Rosa e Vitor Gabriel. | Anselmo Brito | [ 7 ] [ 38 ] [ 39 ]                |
| 2019 | Campeã | Acesso 1 | Da majestosa África, tu és negra mulher guerreira a verdadeira Pérola Negra Compositores: Jairo Roizen, Celsinho Mody, Thiago Sukata, Valêncio, Filosofia Nando, Jadson Fraga, Tavares, Tubino e Meiners                                                                                   | Anselmo Brito | [ 40 ]                             |
| 2020 | 14º lugar | Especial | Bartali Tcherain – A estrela cigana brilha na Pérola Negra! Compositores: Turko, Silas Augusto, Maradona, Rafa do Cavaco, Zé Paulo Sierra, Luis Jorge, Miguel Tyesco, Abílio Junior e Pixulé.                                                                                              | Anselmo Brito | [ 41 ]                             |
| 2021 | Inicialmente adiados para o mês de julho, os desfiles do Carnaval 2021 foram cancelados devido a pandemia de Covid-19. | Inicialmente adiados para o mês de julho, os desfiles do Carnaval 2021 foram cancelados devido a pandemia de Covid-19. | Inicialmente adiados para o mês de julho, os desfiles do Carnaval 2021 foram cancelados devido a pandemia de Covid-19. | Inicialmente adiados para o mês de julho, os desfiles do Carnaval 2021 foram cancelados devido a pandemia de Covid-19. | [ 42 ]                             |
| 2022 | 3º lugar | Acesso 1 | O mergulho nos rios sagrados em busca da cura, do corpo e da alma Compositores: Jairo Roizen, Daniel Collete, Thiago Sukata, Turko, Maradona, Rafa do Cavaco, Luan, Fabio Souza, Tubino Jadson, Claudinho e Meiners.                                                                       | Anselmo Brito | [ 43 ]                             |
| 2023 | 6° lugar | Acesso 1 | Prepare o seu coração: Jair Rodrigues, festa para o Rei Negro | Cebola | [ 44 ]                             |
| 2024 | 8º lugar | Acesso 1 | Pérola No Encanto Dos Balaios Das Quebradeiras | André Marins | [ 45 ]                             |
| 2025 | Campeã | Acesso 2 | Exu Mulher Compositores: Lucas Donato, Aquiles da Vila, Fabiano Sorriso, Marcos Vinicius, Biel, Mateus Pranto, Clairton Fonseca e Marcel da Cohab | Rodrigo Meiners | [ 46 ]                             |
| 2026 | Valei-me cangaceira arretada, Maria que abala é gira valente e Bonita que vence demanda                                | Acesso 1 | | André Machado |                                    |

## Títulos
| Títulos da Pérola Negra | Títulos da Pérola Negra | Títulos da Pérola Negra | Títulos da Pérola Negra      |
|                         | Divisão                 | Total                   | Ano                          |
| ----------------------- | ----------------------- | ----------------------- | ---------------------------- |
|                         | Grupo de Acesso         | 5                       | 1975, 1989, 2000, 2013, 2019 |
|                         | Grupo de Acesso 2       | 1                       | 2025                         |
|                         | Grupo 1-UESP            | 2                       | 1974, 1988                   |

## Premiações do Troféu Nota 10 - Diário de São Paulo
Carnaval 2009
- Alegoria,
- Fantasia
- Mestre Sala e Porta Bandeira

Carnaval 2010
- Samba Enredo
- Comissão de Frente

Carnaval 2011
- Comissão de Frente

Carnaval 2012
- Comissão de Frente

Carnaval 2013
- Mestre Sala e Porta Bandeira